# Ian Hart
Ian Hart (Liverpool, Merseyside, 8 oktober 1964), echte naam Ian Davies, is een Engelse tv- en filmacteur.

## Biografie
Hart zat in zijn jeugd op de Cardinal Allen Grammar School (tegenwoordig Cardinal Heenan Catholic High School) en was lid van het Everyman Youth Theatre, voordat hij drama ging studeren aan het Mabel Fletcher College of Music and Drama in Liverpool.
Van 1988 tot 1991 studeerde Hart videoproductie op het South Mersey College (dat tegenwoordig deel uitmaakt van het Liverpool Community College). Hij speelde als een Republikeinse burgerwacht uit de Spaanse Burgeroorlog in Land and Freedom (1995), een werkloze arbeider in de scheepsbouw uit Liverpool in Liam (2000), maar zijn bekendste rol is die van Professor Krinkel in Harry Potter and the Philosopher's Stone (2001). Ook speelde Hart twee keer de rol van John Lennon in The Hours and Times (1991) en in Backbeat (1994). Hij speelde ook als Sir Arthur Conan Doyle in Finding Neverland (2004).
Op televisie speelde hij Doyle's creatie Dr. Watson in twee Sherlock Holmes films, die vertoond werden tijdens kerst 2002 en 2004.
Hart is getrouwd en heeft twee kinderen.

## Filmografie
- Play for Today (televisieserie, 1982) als Adrian
- One Summer (televisieserie, 1983) als Rabbit
- The Exercise (televisiefilm, 1984) als Cadet Pritchard
- No Surrender (1985) als zakkenroller
- The Zip (1988) als zoon
- The Hours and Times (1991) als John Lennon
- Medics (1992) als John
- Backbeat (1994) als John Lennon
- Land and Freedom (1995) als David Carr
- The Englishman Who Went Up A Hill But Came Down A Mountain (1995) als Johnny Shellshocked Jones
- Clockwork Mice (1995) als Steve
- Loved Up (televisiefilm, 1995) als Tom
- Nothing Personal (1995) als Ginger
- Gold in the Streets (1996) als Des
- Hollow Reed (1996) als Tom Dixon
- Michael Collins (1996) als Joe O'Reilly
- Robinson Crusoe (1997) als Daniel Defoe
- The Butcher Boy (1997) als Uncle Alo
- Mojo (1997) als Mickey
- Snitch (1998) als Mouse
- Frogs For Snakes (1998) als Quint
- B. Monkey (1998) als Steve Davis
- Enemy of the State (1998) als Det. John Bingham
- Bait (1999) als vader
- This Year's Love (1999) als Liam
- Wonderland (1999) als Dan
- Spring Forward (1999) als Fran
- The End of the Affair (1999) als Meneer Parkis
- Bring Me Your Love (2000) als Harry Weaver
- Longitude (televisiefilm, 2000) als William Harrison
- The Closer You Get (2000) als Kieran
- Best (2000) als Nobby Stiles
- Aberdeen (2000) als Clive
- Liam (2000) als vader
- Born Romantic (2000) als Tweede Taxi Chauffeur
- Strictly Sinatra (2001) als Toni Cocozza
- Harry Potter and the Philosopher's Stone (2001) als Professor Krinkel
- Killing Me Softly (2002) als Politie-agent
- Unhinged (2002) als Eric
- The Hound of the Baskervilles (televisiefilm, 2002) als Dr. Watson
- Blind Fight (2003) als Brian Keenan
- Den of Lions (2003) als Rob Shepard
- Cheeky (2003) als Alan
- Eroica (televisiefilm, 2003) als Ludwig van Beethoven
- Every Seven Years (2004) als Liam
- Strings (2004) als Ghrak (stem)
- Finding Neverland (2004) als Sir Arthur Conan Doyle
- Sherlock Holmes and the Case of the Silk Stocking (televisiefilm, 2004) als Dr. Watson
- Rag Tale (2005) als Morph
- A Cock and Bull Story (2005) als Joe
- Breakfast on Pluto (2005) als PC Wallis
- Ripley Under Ground (2005) als Bernard Sayles
- The Virgin Queen (televisieserie, 2006) als William Cecil- Lord Burghley
- Trigger Happy (2006) als The Man
- Both (2007) als Moussa
- A Girl and a Gun (video, 2007) als Johnny
- Int. Bedsit - Day (2007) als Pete
- Intervention (2007) als Harry III Junior
- Still Waters Burn (2008) als Jack Price
- Dirt (televisieserie, 2007-2008) als Don Konkey
- Morris: A Life Bells On (2009) als Endeavour
- Dr. Hoo (televisieserie, 2009) als Dr. Hoo
- A Boy Called Dad (2009) als Joe
- Moving On (televisieserie, 2009) als Jake
- Father & Son (televisieserie, 2009) als Tony Conroy
- Within the Whirlwind (2009) als Beylin
- Five Daughters (televisieserie, 2010) als Detective Stewart Gull
- When Harry met Bob (televisieserie, 2010) als Harvey Goldsmith
- The man who crossed Hitler (televisieserie, 2011) als Adolf Hitler
- Agents of S.H.I.E.L.D. (televisieserie, 2013) als Dr. Franklin Hall
- My Mad Fat Diary (televisieserie, 2013-2015) als Kesler
- Klondike (2014) als Soapy Smith
- Boardwalk Empire (televisieserie, 2014) als Ethan Thompson
- The Bridge (televisieserie, 2014) als CIA agent Buckley
- The Last Kingdom (televisieserie, 2015) als priester Beocca
- The Last Kingdom 2 (televisieserie, 2016) als priester Beocca
- God's own Country (2017) als Martin Saxby
- Elementary (televisieserie, 2018) Professor Baynes
- Escape from Petoria (2020) als Denis Goldberg